# Slittovia

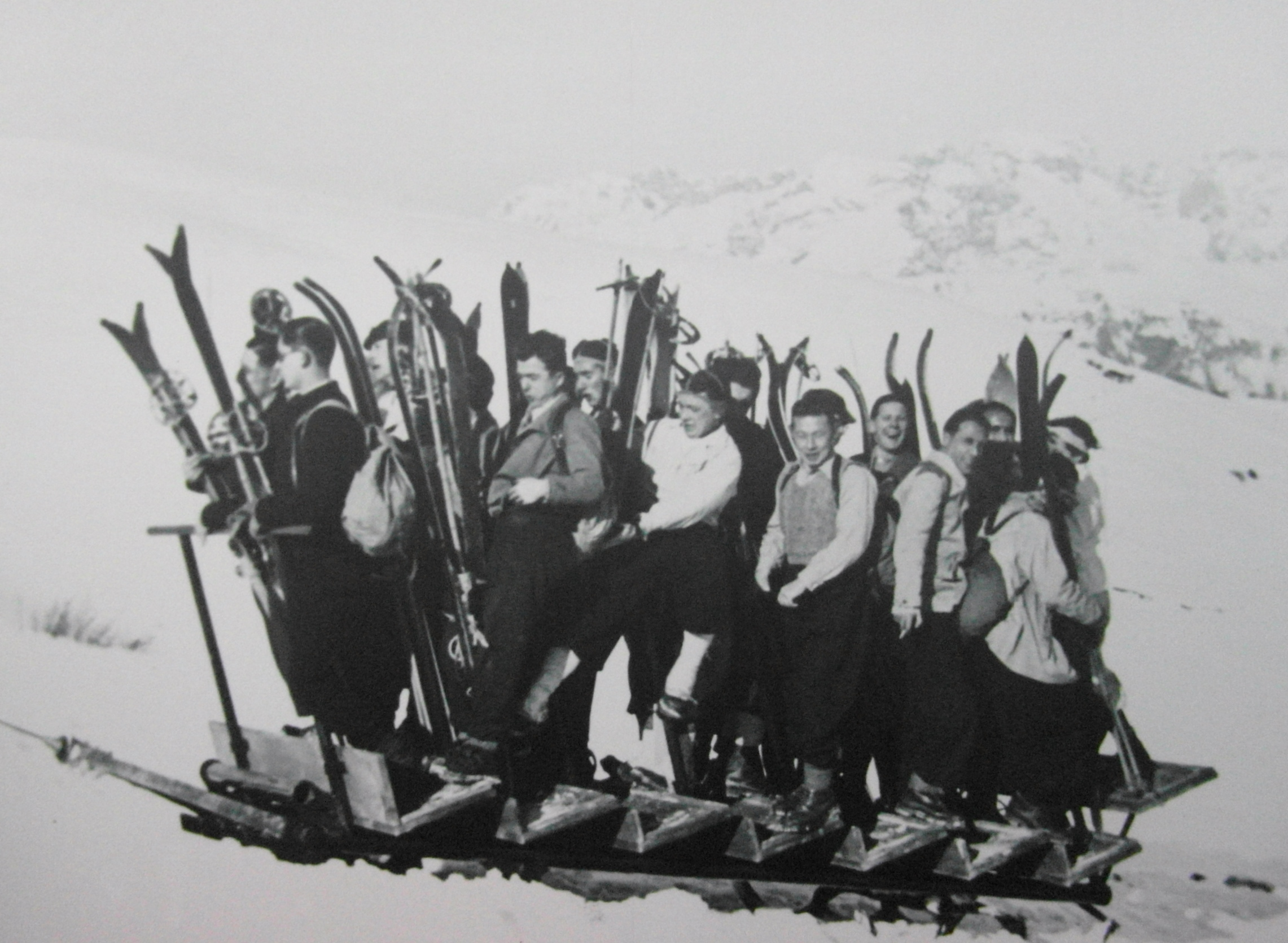
La prima slittovia in Europa presso il monte Bondone, 1934

La slittovia è un tipo di trasporto a fune in cui i veicoli sono costituiti da slitte che scivolano su una superficie idonea, ad esempio una pista innevata, trainati per mezzo di una fune da un motore stazionario.